# Pheidole moseni
Pheidole moseni är en myrart som beskrevs av Wheeler 1925. Pheidole moseni ingår i släktet Pheidole och familjen myror. Inga underarter finns listade i Catalogue of Life.